# Cryptocope abbreviata
Cryptocope abbreviata är en kräftdjursart som först beskrevs av Georg Ossian Sars 1866.  Cryptocope abbreviata ingår i släktet Cryptocope och familjen Pseudotanaidae. Arten är reproducerande i Sverige. Inga underarter finns listade i Catalogue of Life.